# Johan Ljung
Johan Ljung, född 1717, död 1787, var en svensk ornamentsbildhuggare.
Ljung var verksam vid Stockholms slott och liksom sonen Pehr Ljung (1743-1819) skicklig tekniker i sitt yrke. Ljung är representerad vid bland annat Nationalmuseum i Stockholm.